# Konungarnas tillbedjan (Lippi och Angelico)

Fra Angelico och Fra Filippo Lippi, Konungarnas tillbedjan, cirka 1440–1460.

Konungarnas tillbedjan är en tondo av Konungarnas tillbedjan, det antas vara den målning som registrerades 1492 i Palazzo Medici Riccardi i Florens som gjord av Fra Angelico. Den dateras till mitten av 1400-talet och finns nu i National Gallery of Art i Washington D.C. De flesta konsthistoriker tror att Filippo Lippi målade merparten av originalverket, och att det kompletterades några år senare av andra konstnärer, samt att det inkluderar arbete av assistenter i verkstäderna hos de ursprungliga mästarna. Den har varit känd som Washington Tondo och Cook Tondo efter Herbert Cook som hade den i sin samling.
Tondon är målad i tempera på en träpanel, och den målade ytan har en diameter på 137,3 cm. National Gallery of Art daterar den till cirka 1440–1460.
Konsthistoriker är överens om att målningen utfördes under en utdragen tidsperiod, med betydande ändringar av komposition och bidrag från flera konstnärer. Medan vissa är kritiska till de disharmonier som denna historia har skapat, var kuratorn John Walker, den andra direktören för National Gallery of Art, av åsikten att resultatet var 
bland de största florentinska målningarna i världen. Det är en kulmen av skönhet, en summering i sig självt av hela utvecklingen av de italienska målarskolorna under första hälften av 1400-talet. För den står vid en korsning i konsten. Den gamla stilen, den glada, färgglada, sagomålningen från medeltiden, slutar i ett utbrott av prakt; och den nya stilen, vetenskaplig i observation, studerande i anatomi och perspektiv, realistisk i sin livsskildring, börjar sin långa utveckling.

## Beskrivning

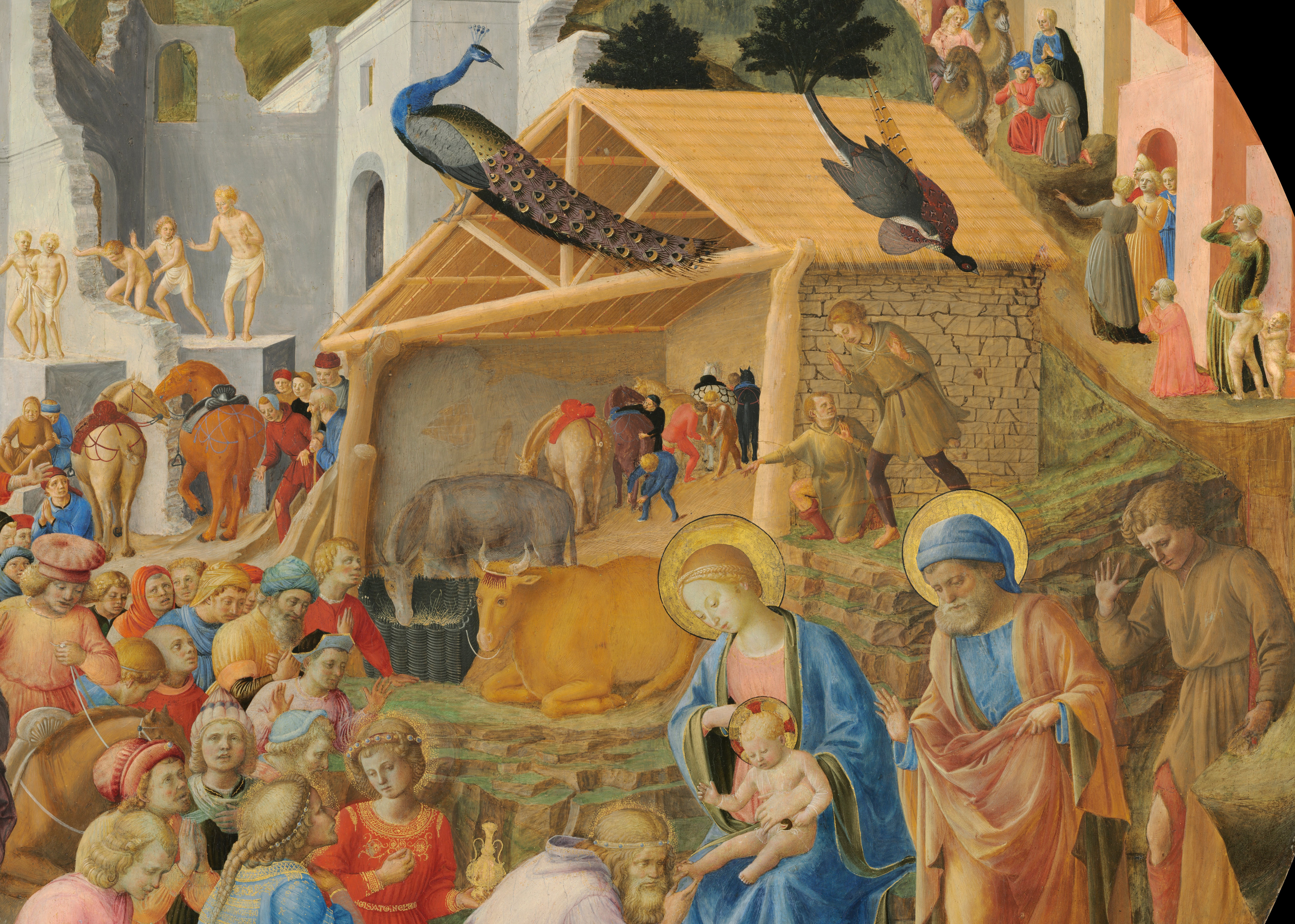
Detalj av det centrala området

Målningen visar de tre vise männen eller "kungarna" som överlämnar gåvor till Jesusbarnet som sitter i Jungfru Marias knä. Josef från Nasaret står bredvid henne, och krubban, oxen och åsnan från den vanliga framställningen av födelsen står bakom denna grupp. Så långt innehåller kompositionen de vanliga komponenterna i ett mycket standardiserat arrangemang.
Som mycket ofta annars har subjektet kombinerats med Herdarnas tillbedjan, som representeras av tre figurer i trasiga kläder, en bakom Josef, och två på högra sidan av stallbyggnaden bakom. Endast den första av dessa tittar på Jesus och Maria, från en sned vinkel nästan bakom dem. Av de andra två pekar den knäböjande i riktning mot krubban, långt bakom de heliga figurerna. Krubban är placerad utanför stallet, och oxen och åsnan är också utomhus. I stallet återfinns hästar, förmodligen tillhörande de vise männen, och deras skötare, som tar av selar och i ett fall kontrollerar en hästsko.
Bakom de vise männen till vänster avbildas en lång procession som möjligen utgör de tre vise männens följe och som passerar under en båge från en ruin. Till höger om huvudgruppen löper Betlehems stadsmurar uppför en brant sluttning, med en väg som löper framför murarna. Nedför denna kommer en annan stor grupp, förmodligen fler ur de vise männens följe, ridande på kameler och hästar. Ett antal stadsbor har kommit ut genom en port i murarna och tittar och pekar, i ett fall knäböjande i bön, men alla tittar i en annan riktning än den slutliga placeringen av huvudfigurerna. På toppen av kullen finns en stor men otydligt målad folkhop.

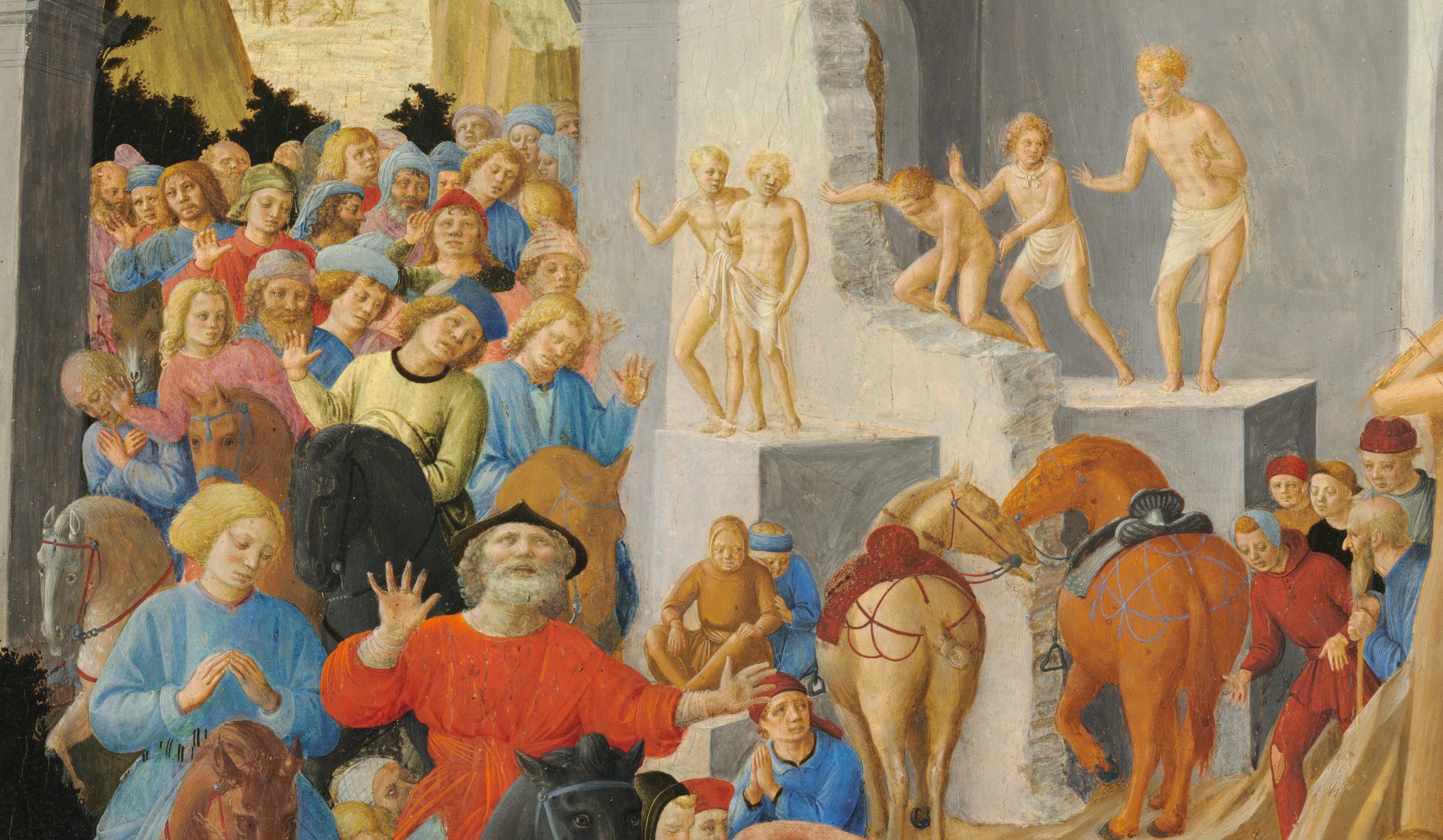
Detalj runt bågen

På stalltaket sitter en stor påfågel, som tittar över sin axel. Det finns två andra fåglar till höger om honom, som har identifierats som en duvhök som griper en fasan. Även om de ser ut som om de också är på taket bör de föreställas vara i flykt i luften framför det. Detta förklarar till viss del deras diskrepans i skala med de två herdarna nedanför dem.
Målningen kännetecknas av flera sådana diskrepanser, i en grad som är något förvånande i ett verk från denna tid, och troligen mest förklaras av kompositionens rumsliga komplexitet och de många förändringarna när den utvecklades. Påfågelns fötter greppar tydligt slutet av en balk från stalltaket, men fågeln är alldeles för stor jämfört med figurerna och djuren nedanför honom i mellangrunden. En annan av de mest uppenbara diskrepanserna i skala finns runt bågen till vänster, mellan storleken på figurerna i processionen som kommer genom bågen och de av lokalbefolkningen och avstigna hästarna till höger om bågen. Vilka de nästan nakna ungdomarna som står på ruinerna ska representera har förbryllat konsthistoriker, men deras funktion i kompositionen verkar tydligt vara att antyda en större skala för byggnaden än vad processionen genom bågen skulle göra. De representerar också "en tidig indikation på den upptagenheten med mänsklig anatomi, som skulle intressera italienska konstnärer tills den nådde sin höjdpunkt med Michelangelo."